# 下埜正太のショータイムレディオ
『下埜正太のショータイムレディオ』（しものしょうたのショータイムレディオ）は、朝日放送ラジオ（ABCラジオ）で2016年9月30日から2021年9月24日まで放送された音楽番組。関西地方でDJ・タレントとして活動する下埜正太の冠番組でもある。

## 概要
ABCラジオでは、2009年の7月改編以降、毎週金曜日の深夜に音楽主体の生ワイド番組（『ミューパラ アグレッシブ』→　『ガチ・キン』）を編成。ミュージシャンからアイドルに至るまで、音楽関係のゲストを年間で100組以上迎えてきた。
当番組では、上記の番組に出演したゲストとのつながりを重視。「関西（大阪）を訪れたミュージシャンの誰もが立ち寄ってくれる」ように、「いい意味でオープンな音楽番組」「リスナーに親しみを持ってもらえる音楽番組」を目指す。
番組開始当初から2018年12月28日までは毎週金曜日22:00から25:00（翌土曜日1:00、JST）だったが、 2019年1月1日より、『9〜ジックナイト!』の最終放送枠を継承。火曜日から金曜日までの帯番組に一新された。放送時間は、火曜日から木曜日が21:05 - 21:50で、引き続き放送される金曜日では21:05 - 25:00（翌土曜日の1:00）に拡大された。このように放送曜日・時間が拡大したことに伴って、朝日放送ラジオでは、曜日ごとのテイストの違いをラーメンに例えたスポットCMを放送していた（火曜日：「塩ラーメン」、水曜日：「白湯ラーメン」、木曜日：「つけ麺」、金曜日：「濃厚な家系豚骨ラーメン」）。
2019年度以降のナイターイン編成では、『ABCフレッシュアップベースボール』のフィラー番組としての役割を兼ねながら、基本として以上の体裁を維持。『フレッシュアップベースボール』で日本プロ野球のナイトゲーム（主に阪神タイガース戦）の中継を21:00以降も続ける場合には、当番組の放送時間を短縮（中継の終了直後から放送を開始）するか、（放送時間が最も長い金曜以外の曜日で）全編を休止していた。このような事情から、ナイターイン期間中にゲストなどの告知を兼ねて週単位で放送されるスポットCMは、「今週もおそらく週4（日）で登場、下埜正太です!」という下埜のコメントで締めくくっていた。しかし、2020年のナイターイン編成（3月24日）から火 - 木曜日の21:05 - 21:50に『田淵麻里奈の夜あそびはココから』が放送されることに伴って、当番組は3月20日から金曜日のみの週1回放送へ戻っている。
番組開始当初から続いている金曜放送分については、放送時間の拡大に伴って、2013年度から21:50 - 22:00に独立番組として編成されてきた『スポーツ伝説』（ニッポン放送制作の帯番組）の金曜分を内包。その一方で、毎週金曜日の24:30 - 25:00（翌土曜日の0:30 - 1:00）に『藤原竜也のラジオ』（朝日放送ラジオ制作）の放送を開始した2019年1月18日からは、放送時間を21:05 - 24:30（翌土曜日の0:30）に短縮。さらに、『藤原竜也のラジオ』の直前（24:00 - 24:30）に『やすよとともこのOFF MODE』（朝日放送ラジオ制作）をレギュラーで放送する2020年4月3日からは、放送時間を21:05 - 24:00（翌土曜日の0:00）に変更する。
2021年4月2日の放送からは、アシスタント制度を廃止し、下埜一人のみで放送が行われている。
しかし、2021年10月の改編において、ABCラジオは平日22:00 - 24:30枠において2009年まで放送していた『ABCミュージックパラダイス』を12年3ヶ月ぶりに「再始動」させると同年7月14日の社長記者会見にて発表。これに伴い当番組も放送を終了することが決定した（同じく、月 - 木曜枠の『よなよな…』も終了）。なお、パーソナリティを務めていた下埜は引き続き『ABCミュージックパラダイス』の金曜担当のパーソナリティとして続投する。

## 出演者

### 現在
- DJ：下埜正太
  - FM OSAKAの番組で、10年以上にわたってDJを担当[8]。ABCラジオでは、2012年に『サマースペシャル 下埜正太のミュージックアワー』（第94回全国高等学校野球選手権大会中継期間中のレインコート番組）へ出演したが、レギュラーで編成する番組への起用は当番組が初めてである。

### 過去
- 大波ユリカ（出演期間中は SEKIRARA のヴォーカリスト、初代アシスタント、2016年9月30日 - 2017年9月29日）
- 林青空（シンガーソングライター、第2代アシスタント、2017年10月6日 - 2018年12月28日）
- 有華（シンガーソングライター、第3代アシスタント、2019年1月4日 - 2020年3月27日）
  - 金曜放送分のみ、番組開始以来、関西地方（有華までは大阪府）出身の女性ミュージシャンを代々アシスタントに起用。2019年の火 - 木曜放送分では、アシスタントを付けずに、下埜が単独で生放送を進行していた。
- やましたりな（奈良県在住のシンガーソングライター、第4代アシスタント、2020年4月3日 - 2021年3月26日）

## 主なコーナー・企画
以下は特記のない限り、金曜日限定で放送。
- 今夜のAIR○○を当てろ!　
  - リスナーから電子メールとFAXで回答を受け付けるクイズで、女性アシスタント（大波→林）が「エア」（身振り手振り）で何かをしているところを下埜が実況。その実況をヒントに、何をしているかを当てさせる。22:30過ぎに正解を発表。正解者の中から抽選で1名と、不正解者の中から特に面白い答えを寄せた1名に、コーナースポンサーの製品（ノート5冊）を進呈する。
- 今日は何曲かける～の！
  - あるテーマ（1組のアーティストやキーワードなど）に沿ったリクエストをリスナーから募集する。応募方法は番組公式ツイッターのハッシュタグやリプライ・メールフォームから受付とし、時間の許す限り1コーラスずつオンエアしていく。リクエストを寄せた中から抽選で1名にコーナースポンサーの製品（書き込めるアルバム台紙）をアーティストの生写真入りにて進呈。当選者はさらにそれをtwitterにアップロードすれば「ダブルチャンス」としてノート5冊が追加で贈られる。
- ET-KINGのココ行ってきー!
  - ET-KINGのメンバーが出された「お題」にふさわしいと思う品物をセレクトし「どっちがよりお題にふさわしいか？」をリスナーにメール・ファックス・ハガキでジャッジしてもらい、得票数の多かった方のみその品物がリスナーにプレゼント。翌週の放送で得票数を発表する。
- オリジナルチャートの発表
  - Billboard JAPANのトップ100に番組へのリクエストなどを合わせたオリジナルチャートを発表歌や演奏を披露する。するとともに、1位の楽曲を予想させるクイズをリスナーに出題。的中者から抽選で1名に、産地直送のカタログギフトを進呈する。
- アシスタントを務める女性ミュージシャン（大波ユリカ→林青空→有華）のライブ
- ジャニーズWESTの男前を目指せ!
  - 『ミューパラアグレッシブ』時代からの内包コーナーで、基本として23:30 - 23:40に放送。『ガチ・キン』時代の後期（2014年4月改編以降）に続いて、番組表では単独番組として扱われている[9]。
- スポーツ伝説
  - ニッポン放送が制作する創価学会の単独提供番組で、朝日放送ラジオでは2013年4月から平日の21:50 - 22:00に放送。金曜日のみ、この番組の放送時間拡大を機に、2019年1月4日からフロート番組として編成されている。ただし、一部の新聞のラジオ欄とradikoでは、単独番組として扱われる。月 - 木曜日放送分については、引き続き独立番組として編成[10]。
- STU48 せとうちタイムレディオ
  - 2019年5月4日より土曜（金曜深夜）0時台に放送されている内包コーナー[11]。STU48の課外活動ユニットが週替わりで登場し、様々なミッションに挑戦する[11]。